# Felt Mountain
Felt Mountain è l'album d'esordio del gruppo musicale inglese dei Goldfrapp.

## Il disco
Il disco è caratterizzato essenzialmente da pop ed elettronica, influenzata da colonne cinematografiche degli anni sessanta (Oompa Radar è ispirata al film Cul-de-sac di Roman Polański) e folk, richiamando atmosfere da cabaret.
L'album è stato co-prodotto da Adrian Utley dei Portishead e da John Parish. Il singolo Lovely Head è stato utilizzato come colonna sonora di uno spot pubblicitario per BMW (automobili).
Nel 2001 l'album era in lizza per il Mercury Prize, un premio musicale assegnato ogni anno al miglior album britannico o irlandese dell'anno precedente.
I singoli estratti sono stati Lovely Head, Utopia e Human.
Ne esiste una versione "Special Edition Bonus CD" contenente la traccia bonus U.K. Girls (Physical) e versioni diverse dei brani già pubblicati.

## Tracce
Tutti i brani sono testo e musica di Alison Goldfrapp e Will Gregory, tranne dove indicato.
1. Lovely Head - 3:49
2. Paper Bag - 4:05
3. Human - 4:36 - (Alison Goldfrapp, Will Gregory, Tim Norfolk, Bob Locke)
4. Pilots - 4:29
5. Deer Stop - 4:06
6. Felt Mountain - 4:17
7. Oompa Radar - 4:42
8. Utopia - 4:18
9. Horse Tears - 5:10

## Formazione
- Alison Goldfrapp - voce
- Will Gregory - tastiere, strumenti vari